# Salmoneus kekovae
Salmoneus kekovae is een garnalensoort uit de familie van de Alpheidae. De wetenschappelijke naam van de soort is voor het eerst geldig gepubliceerd in 2004 door Grippa.